# Pirazin
A pirazin heterociklusos aromás szerves vegyület, képlete C4H4N2.
A pirazin szimmetrikus molekula, a pontcsoportja D2h. Kevésbé bázikus, mint a piridin, piridazin vagy a pirimidin. 
Az egyes hagyományos kínai medicinák összetevőjeként is előforduló tetrametilpirazin  esetében beszámoltak arról, hogy megköti a szuperoxid aniont és csökkenti az emberi polimorfonukleáris leukocitákban a nitrogén-monoxid termelését.

## Előállítása
Számos módszer ismert a pirazin és származékainak szintézisére, némelyik a legrégebb óta ismert, még ma is használt reakciók közé tartozik.
A Staedel–Rugheimer-pirazinszintézis (1876) során 2-klóracetofenon ammóniával reagálva aminoketont képez, majd kondenzációval és oxidációval pirazinná alakul. Ennek egyik változata, a Gutknecht-pirazinszintézis (1879) is ezen az önkondenzáción alapul, de az alfa-aminoketon más úton keletkezik.
A Gastaldi-szintézis (1921) egy másik változat:

## Fordítás
- Ez a szócikk részben vagy egészben  a   Pyrazine című angol Wikipédia-szócikk ezen változatának fordításán alapul.  Az eredeti cikk szerkesztőit annak laptörténete sorolja fel. Ez a jelzés csupán a megfogalmazás eredetét és a szerzői jogokat jelzi, nem szolgál a cikkben szereplő információk forrásmegjelöléseként.

## Külső hivatkozások
- Safety evaluation of food additives – pyrazine derivatives